# 伊朗足球甲級聯賽
伊朗足球甲級聯賽（Azadegan League，波斯語：‎）是伊朗足球協會组织的职业足球联赛，是伊朗足球聯賽系統中的第二級別聯賽。

## 外部連結
- 官方网站